# Victor Potel
Vic Potel, all'anagrafe Victor Potel (Lafayette, 12 ottobre 1889 – Hollywood, 8 marzo 1947), è stato un attore statunitense.

## Biografia
Nato a Lafayette (Indiana), fu un attore caratterista che lavorò molto all'epoca del cinema muto, passando poi al sonoro. Potel cominciò la sua carriera cinematografica nel 1910. Alla Essanay Film Manufacturing Company, dove lavorò con Gilbert M. Anderson, fu protagonista in un'ottantina di pellicole dove interpretava il personaggio di Slippery Slim in popolari commedie a un rullo prodotte dalla casa di Chicago.
Il suo primo film sonoro fu Melody of Love che aveva come interprete principale Walter Pidgeon. Fino al 1948, Potel girò ben 439 pellicole. Oltre a recitare, diresse anche due cortometraggi muti nel 1924 e nel 1927. Lavorò anche come sceneggiatore.
Potel continuò a lavorare fino all'ultimo. Il film Il vagabondo della città morta, dove ebbe una piccola parte di contorno, uscì nel 1948, dopo la sua morte, avvenuta l'8 marzo 1947.

## Filmografia

### Attore

#### 1911
- The Count and the Cowboys, regia di Gilbert M. Anderson (1911)
- The Border Ranger, regia di Gilbert M. 'Broncho Billy' Anderson (1911)
- The Two Reformations, regia di Gilbert M. 'Broncho Billy' Anderson (1911)
- Hank and Lank: They Make a Mash, regia di Gilbert M. 'Broncho Billy' Anderson (1911)
- The Bad Man's Downfall, regia di Gilbert M. 'Broncho Billy' Anderson (1911)
- On the Desert's Edge, regia di Gilbert M. 'Broncho Billy' Anderson (1911)
- Across the Plains, regia di Gilbert M. 'Broncho Billy' Anderson e Thomas H. Ince (1911)
- The Sheriff's Chum, regia di Gilbert M. 'Broncho Billy' Anderson (1911)
- The Indian Maiden's Lesson, regia di Gilbert M. Anderson (1911)
- The Bunco Game at Lizardhead, regia di Gilbert M. 'Broncho Billy' Anderson (1911)
- The Puncher's New Love, regia di Gilbert M. 'Broncho Billy' Anderson (1911)
- Alkali Ike's Auto, regia di Gilbert M. Anderson (1911)
- The Infant at Snakeville, regia di Gilbert M. 'Broncho Billy' Anderson (1911)
- A Hungry Pair (1911)
- The Corporation and the Ranch Girl, regia di Gilbert M. 'Broncho Billy' Anderson (1911)
- Mustang Pete's Love Affair, regia di E. Mason Hopper (1911)
- Mr. Wise, Investigator, regia di E. Mason Hopper (1911)
- The Two Fugitives, regia di Gilbert M. 'Broncho Billy' Anderson, regia di Gilbert M. 'Broncho Billy' Anderson (1911)
- Broncho Bill's Last Spree, regia di Gilbert M. 'Broncho Billy' Anderson (1911)
- The Strike at the Little Jonny Mine, regia di Gilbert M. 'Broncho Billy' Anderson (1911)
- Town Hall, Tonight, regia di Gilbert M. 'Broncho Billy' Anderson (1911)
- The Forester's Plea, regia di Gilbert M. 'Broncho Billy' Anderson (1911)
- The Desert Claim, regia di Arthur Mackley (1911)
- Broncho Billy's Christmas Dinner, regia di Gilbert M. 'Broncho Billy' Anderson (1911)
- Broncho Billy's Adventure, regia di Gilbert M. 'Broncho Billy' Anderson (1911)

#### 1912
- A Child of the West, regia di Gilbert M. 'Broncho Billy' Anderson (1912)
- The Tenderfoot Foreman, regia di Gilbert M. Anderson (1912)
- The Loafer, regia di Arthur Mackley (1912)
- Widow Jenkins' Admirers, regia di Gilbert M. 'Broncho Billy' Anderson (1912)
- The Oath of His Office, regia di Gilbert M. Anderson (1912)
- Broncho Billy and the Schoolmistress, regia di Gilbert M. Anderson (1912)
- The Prospector's Legacy, regia di Gilbert M. Anderson (1912)
- The Biter Bitten, regia di Gilbert M. 'Broncho Billy' Anderson (1912)
- The Ranch Girl's Mistake, regia di Gilbert M. Anderson (1912)
- Alkali Ike Bests Broncho Billy, regia di Gilbert M. Anderson (1912)
- On the Cactus Trail, regia di Gilbert M. Anderson (1912)
- Broncho Billy's Narrow Escape, regia di Gilbert M. 'Broncho Billy' Anderson (1912)
- A Story of Montana, regia di Gilbert M. 'Broncho Billy' Anderson (1912)
- Broncho Billy's Pal, regia di Gilbert M. 'Broncho Billy' Anderson (1912)
- The Loafer's Mother, regia di Arthur Mackley (1912)
- Alkali Ike Plays the Devil, regia di Gilbert M. 'Broncho Billy' Anderson (1912)
- Broncho Billy for Sheriff, regia di Gilbert M. 'Broncho Billy' Anderson (1912)
- A Woman of Arizona, regia di Arthur Mackley (1912)
- Alkali Ike's Pants, regia di Gilbert M. Anderson (1912)
- An Indian Sunbeam, regia di Gilbert M. 'Broncho Billy' Anderson (1912)
- Alkali Ike Stung!, regia di Gilbert M. 'Broncho Billy' Anderson (1912)
- The Shotgun Ranchman, regia di Arthur Mackley (1912)
- The Tomboy on Bar Z, regia di Gilbert M. Anderson (1912)
- An Indian's Friendship, regia di Gilbert M. 'Broncho Billy' Anderson (1912)
- Alkali Ike's Close Shave, regia di Gilbert M. 'Broncho Billy' Anderson (1912)
- Broncho Billy's Heart, regia di Gilbert M. 'Broncho Billy' Anderson (1912)
- Broncho Billy's Mexican Wife, regia di Gilbert M. Anderson (1912)
- Broncho Billy's Love Affair, regia di Gilbert M. Anderson (1912)
- Broncho Billy's Promise, regia di Gilbert M. 'Broncho Billy' Anderson (1912)

#### 1913
- Broncho Billy's GunPlay, regia di Gilbert M. 'Broncho Billy' Anderson - cortometraggio (1913)
- The Making of Broncho Billy, regia di Gilbert M. 'Broncho Billy' Anderson - cortometraggio (1913)
- Broncho Billy and the Sheriff's Kid, regia di Gilbert M. 'Broncho Billy' Anderson - cortometraggio (1913)
- Broncho Billy and the Squatter's Daughter, regia di Gilbert M. 'Broncho Billy' Anderson - cortometraggio (1913)
- Broncho Billy's Sister, regia di Gilbert M. 'Broncho Billy' Anderson - cortometraggio (1913)
- Broncho Billy's Gratefulness, regia di Gilbert M. 'Broncho Billy' Anderson - cortometraggio (1913)
- The Accusation of Broncho Billy, regia di Gilbert M. 'Broncho Billy' Anderson - cortometraggio (1913)
- Alkali Ike's Homecoming, regia di Gilbert M. 'Broncho Billy' Anderson - cortometraggio (1913)
- Alkali Ike's Misfortunes, regia di Gilbert M. 'Broncho Billy' Anderson - cortometraggio (1913)
- Alkali Ike and the Hypnotist, regia di Gilbert M. 'Broncho Billy' Anderson - cortometraggio (1913)
- Broncho Billy and the Western Girls, regia di Gilbert M. 'Broncho Billy' Anderson - cortometraggio (1913)
- Alkali Ike's Gal, regia di Jess Robbins - cortometraggio (1913)
- The Sheriff of Cochise. regia di Lloyd Ingraham - cortometraggio (1913)
- Hard Luck Bill (1913)
- Broncho Billy Reforms, regia di Gilbert M. 'Broncho Billy' Anderson (1913)
- Why Broncho Billy Left Bear Country, regia di Gilbert M. 'Broncho Billy' Anderson (1913)
- Broncho Billy's Oath, regia di Gilbert M. 'Broncho Billy' Anderson (1913)
- Broncho Billy Gets Square, regia di Gilbert M. 'Broncho Billy' Anderson (1913)
- Alkali Ike and the Wildman, regia di Gilbert M. 'Broncho Billy' Anderson (1913)
- The Last Laugh, regia di Jess Robbins (1913)
- The End of the Circle, regia di Jess Robbins (1913)
- Broncho Billy's First Arrest, regia di Gilbert M. 'Broncho Billy' Anderson (1913)
- Sophie's Hero
- A Romance of the Hills
- Broncho Billy's Squareness, regia di Gilbert M. 'Broncho Billy' Anderson (1913)
- The Three Gamblers, regia di Gilbert M. 'Broncho Billy' Anderson (1913)
- Sophie's New Foreman
- Broncho Billy's Christmas Deed, regia di Gilbert M. 'Broncho Billy' Anderson (1913)
- That Pair from Thespia
- A Snakeville Courtship (1913)

#### 1914
- The Awakening at Snakeville, regia di Jess Robbins (1914)
- Snakeville's New Doctor, regia di Gilbert M. 'Broncho Billy' Anderson (1914)
- Broncho Billy, Guardian, regia di Gilbert M. 'Broncho Billy' Anderson (1914)
- A Night on the Road, regia di Lloyd Ingraham (1914)
- Broncho Billy and the Bad Man, regia di Gilbert M. 'Broncho Billy' Anderson (1914)
- What Came to Bar Q, regia di Lloyd Ingraham (1914)
- Broncho Billy and the Red Man, regia di Gilbert M. 'Broncho Billy' Anderson (1914)
- A Gambler's Way, regia di Lloyd Ingraham (1914)
- The Weaker's Strength, regia di Lloyd Ingraham (1914)
- Sophie Picks a Dead One, regia di Jess Robbins (1914)
- Snakeville's Fire Brigade
- Sophie's Birthday Party
- A Hot Time in Snakeville
- The Atonement
- Dan Cupid: Assayer
- The Coming of Sophie's 'Mama'
- Snakeville's New Sheriff
- High Life Hits Slippery Slim
- Slippery Slim and the Stork
- Pie for Sophie
- A Snakeville Epidemic, regia di Roy Clements (1914)
- Broncho Billy's Sermon
- Slippery Slim's Stratagem
- Broncho Billy's Leap
- Sophie Starts Something
- Sophie Pulls a Good One
- The Good-for-Nothing
- The Snakeville Volunteer
- Broncho Billy and the Mine Shark, regia di Gilbert M. 'Broncho Billy' Anderson (1914)
- The Wooing of Sophie, regia di Roy Clements (1914)
- Sophie Finds a Hero, regia di Roy Clements (1914)
- Sophie Gets Stung
- Slippery Slim -- Diplomat
- Snakeville's New Waitress
- Slippery Slim's Inheritance
- Snakeville's Home Guard
- Slippery Slim's Dilemma
- Broncho Billy's Fatal Joke
- Slippery Slim and His Tombstone, regia di Roy Clements (1914)
- Broncho Billy Wins Out
- Slippery Slim and the Claim Agent
- Broncho Billy's Wild Ride
- Slippery Slim and the Fortune Teller
- When Macbeth Came to Snakeville
- Broncho Billy, the Vagabond, regia di Gilbert M. 'Broncho Billy' Anderson (1914)
- Snakeville's Most Popular Lady
- Broncho Billy, a Friend in Need
- Sophie's Legacy
- Slippery Slim and the Green-Eyed Monster
- Slippery Slim Gets Cured
- When Slippery Slim Met the Champion, regia di Roy Clements (1914)
- Snakeville's Peacemaker
- Slippery Slim, the Mortgage and Sophie
- Snakeville and the Corset Demonstrator
- Slippery Slim and the Impersonator
- Sophie and the Man of Her Choice
- The Tell-Tale Hand, regia di Gilbert M. 'Broncho Billy' Anderson (1914)
- A Horse on Sophie, regia di Roy Clements (1914)
- Snakeville's Reform Wave
- Sophie's Fatal Wedding
- Sophie's Sweetheart
- Snakeville's Blind Pig
- Slippery Slim Gets Square
- Broncho Billy and the Sheriff's Office
- Snakeville's Rising Sons

#### 1915
- The Battle of Snakeville, regia di Roy Clements (1915)
- When Slippery Slim Went for the Eggs
- Broncho Billy and the Sisters
- When Love and Honor Called
- Sentimental Sophie
- When Slippery Slim Bought the Cheese
- Sophie's Homecoming
- Slim the Brave and Sophie the Fair
- Snakeville's Beauty Parlor
- Broncho Billy and the Vigilante, regia di Gilbert M. 'Broncho Billy' Anderson (1915)
- Sophie Changes Her Mind
- Slippery Slim's Wedding Day
- Mustang Pete's Pressing Engagement
- A Horse of Another Color (1915)
- Two Bold, Bad Men
- A Coat Tale
- Ingomar of the Hills, regia di Gilbert M. 'Broncho Billy' Anderson (1915)
- Sophie's Fighting Spirit
- The Undertaker's Uncle
- How Slippery Slim Saw the Show
- His Regeneration, regia di Gilbert M. Anderson (1915)
- The Revenue Agent
- A Bunch of Matches
- The Bachelor's Burglar
- Sophie and the Fakir
- Broncho Billy and the Land Grabber
- Others Started It, But Sophie Finished
- Snakeville's Twins
- The Bell-Hop
- Broncho Billy Steps In
- Broncho Billy's Marriage, regia di Gilbert M. 'Broncho Billy' Anderson (1915)
- Versus Sledge Hammers, regia di Roy Clements (1915)
- Broncho Billy and the Card Sharp
- Snakeville's Hen Medic
- The Convict's Threat
- Snakeville's Weak Women
- When Snakeville Struck Oil, regia di Roy Clements (1915)
- By Return Male
- When Beauty Butts In
- The Night That Sophie Graduated
- Bill's Plumber and Plumber's Bill
- Snakeville's Eugenic Marriage
- When Willie Went Wild
- Safety First and Last
- Jack Spratt and the Scales of Love, regia di Roy Clements (1915)
- Slim Fat or Medium
- Snakeville's Champion
- Snakeville's Debutantes

#### 1916
- Hired, Tired and Fired
- I'll Get Her Yet
- Some Heroes
- Ain't He Grand?
- The Gasoline Habit
- The Town That Tried to Come Back
- Love Laughs at Dyspepsia
- When Slim Was Home Cured
- When a Wife Worries
- When Slim Picked a Peach
- The Three Slims
- Baseball Bill -- Flirting with Marriage
- Just a Few Little Things
- What Darwin Missed
- His Last Scent
- Room Rent and Romance
- A Safe Proposition

#### 1917
- The Road Agent
- Hearts and Saddles
- Baseball Madness
- Two Laughs, regia di Wallace Beery e Roy Clements (1917)
- Pete's Pants, regia di Wallace Beery e Roy Clements (1917)
- A Milk-Fed Vamp, regia di David Kirkland (1917)
- His Smashing Career, regia di Henry Lehrman (1917)

#### 1918
- Shadows of Her Pest, regia di Henry Lehrman (1918)
- A Self-Made Lady, regia di David Kirkland (1918)
- Who's Your Father?, regia di Tom Mix (1918)
- The Slow Express, regia di Roy Clements (1918)

#### 1919
- Captain Kidd, Jr., regia di William Desmond Taylor (1919)
- Full of Pep
- The Amateur Adventuress
- I proscritti di Poker Flat (The Outcasts of Poker Flat), regia di John Ford (1919)
- The Petal on the Current, regia di Tod Browning (1919)
- In Mizzoura, regia di Hugh Ford (1919)

#### 1920/1948
- Water, Water, Everywhere
- La danzatrice del sobborgo (The Heart of a Child), regia di Ray C. Smallwood (1920)
- Mary's Ankle, regia di Lloyd Ingraham (1920)
- La miliardaria (Billions), regia di Ray C. Smallwood (1920)
- Bob Hampton of Placer, regia di Marshall Neilan (1921)
- Step on It!, regia di Jack Conway (1922)
- The Loaded Door, regia di Harry A. Pollard (1922)
- Refuge, regia di Victor Schertzinger (1923)
- Anna Christie, regia di John Griffith Wray, Thomas H. Ince - non accreditato (1923)
- Reno, regia di Rupert Hughes (1923)
- Along Came Ruth, regia di Edward F. Cline (1924)
- Sirena di acciaio (A Lost Lady), regia di Harry Beaumont (1924)
- What Price Beauty?, regia di Tom Buckingham (1925)
- In faccia alla morte (Below the Line), regia di Herman C. Raymaker (1925)
- The Lodge in the Wilderness, regia di Henry McCarty (1926)
- Il postino (Special Delivery), regia di Roscoe Arbuckle (1927)
- Lingerie, regia di George Melford (1928)
- Femmina (The Bad One), regia di George Fitzmaurice (1930)
- L'isola del paradiso (Paradise Island), regia di Bert Glennon (1930)
- Dieci soldi a danza (Ten Cents a Dance), regia di Lionel Barrymore (1931)
- Naturich la moglie indiana (The Squaw Man), regia di Cecil B. DeMille (1931)
- Mississippi, regia di A. Edward Sutherland e, non accreditato, Wesley Ruggles (1935)
- The Broken Coin, regia di Albert Herman (1936)
- Adventure's End, regia di Arthur Lubin (1937)
- Enemy Agent, regia di Lew Landers (1940)
- California (Can't Help Singing), regia di Frank Ryan (1944)
- Il vagabondo della città morta (Relentless), regia di George Sherman (1948)